# مصباح شمسي

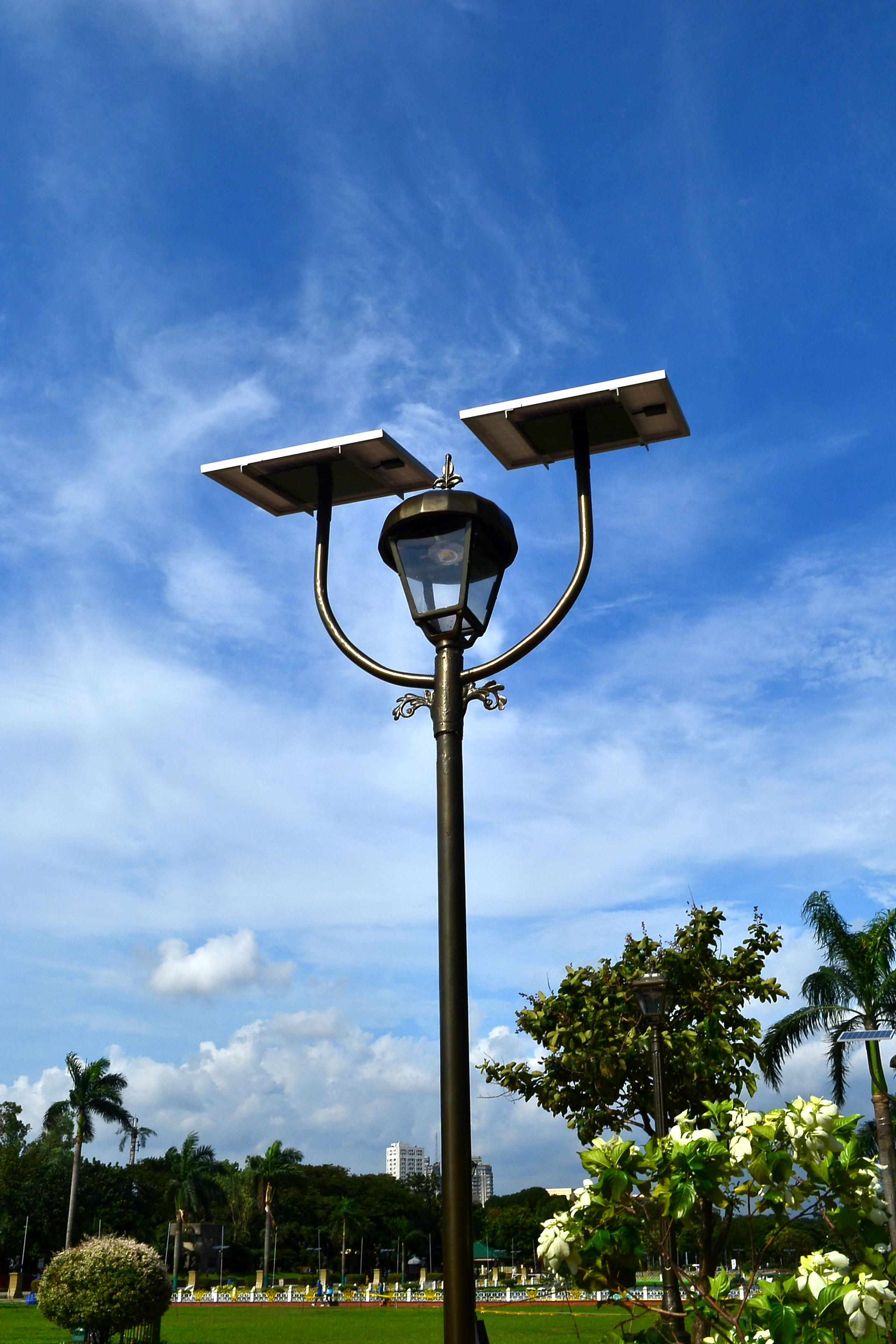
مصباح شمسي في في ريزال بارك، الفلبين

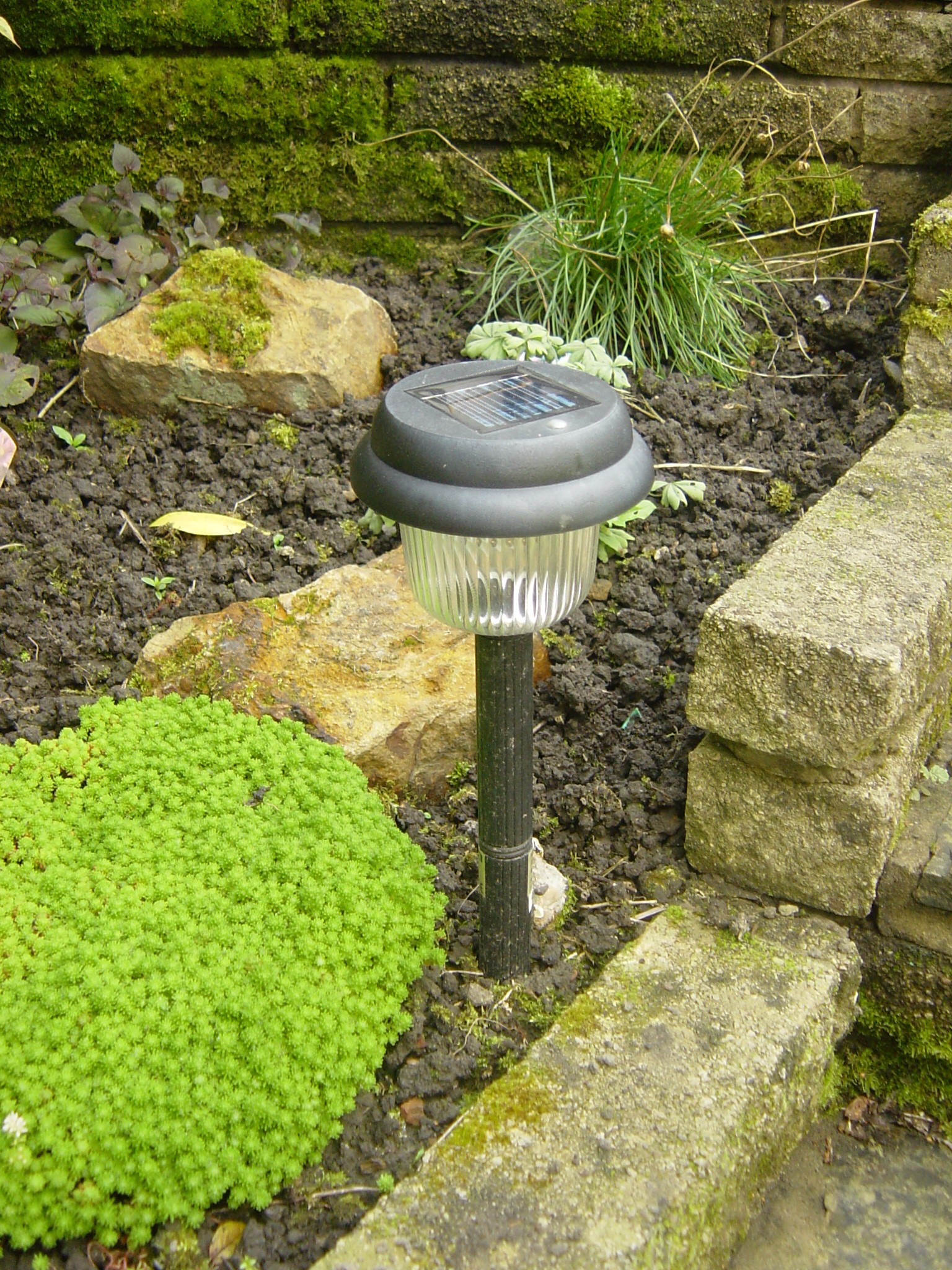
مصباح شمسي للحديقة

المصباح الشمسي أو المشكاة الشمسية هو نظام إضاءة مؤلف من ألواح شمسية، بطارية، ضوء إل أي دي، شاحن ويمكن أن يوجد عاكس كهربائي. يأخذ المصباح الطاقة من البطاريات وتشحن البطاريات من خلال الألواح الشمسية.
تستطيع المصابيح الشمسية المنزلية أن تحل مكان مصابيح الكيروسين أو الشموع كمصدر للإضاءة. تستخدم المصابيح الشمسية الطاقة المتجددة وهي أرخص من المصابيح التقليدية وتقلل هذه المصابيح من خطر الاشتعال على عكس مصابيح الكيروسين التي لها تأثير على صحة الإنسان. لكن للمصابيح الشمسية كلفة أولية عالية وتتغير قوة إضائتها حسب حالة الجو.
تستخدم المصابيح الشمسية في المناطق النائية كمصدر للإضاءة وتشغيل بعض الأجهزة الأخرى مثل شحن الهواتف. يطور المستثمرون الأمريكيون لإنتاج مشكاة بقيمة 10$ لاستبدال مصباح الكيروسين.

## تاريخ
قديما استخدمت الألواح الشمسية بلورات كبيرة الحجم صنعت بشكل أساسي من السيلكون والتي تنتج الكهرباء عند تعرضها للضوء. عند تعرض الإلكترونات في السيلكون للضوء، تبدأ بالاهتزاز من أماكن مختلفة يتبعها دور الديناميكا الحرارية. وبعدها، تنتج الحرارة من الاهتزاز والحركة. ولذلك، يحول السيلكون كمية كبيرة من الضوء إلى كهرباء. على أي حال، كانت صناعة السيلكون ووضعه كجزء من المصباح الشمسي مكلفة جداً.
أول من لاحظ التأثير الكهرضوئي في الخلايا الشمسية هو إدموند بيكيريل، فيزيائي فرنسي، في عام 1839، ربح ألبرت أينشتاين جائزة نوبل في عام 1922 لشرحه طبيعة الضوء وتقنية كهرضوئية اعتماد على تأثير الكهرضوئي. أول جهاز كهرضوئي صنع في عام 1954 من قبل مختبرات بل.
في الوقت الحاضر، تصنع الألواح الشمسية من بلورات أصغر وأرخص. مثلا، النحاس، إنديوم، غاليوم، سيلينيد. تستخدم هذه البلورات الحديثة لتكوين غشاء رقيق مرن. ولكن هذه البلورات أقل فعالية في تحويل الضوء إلى كهرباء. ولذلك هناك مشاريع دائمة للبحث عن مادة سيلكون بديلة أرخص وأكثر فعالية يمكن أن نصنع منها بكميات كبيرة وبسهولة.

## المكونات

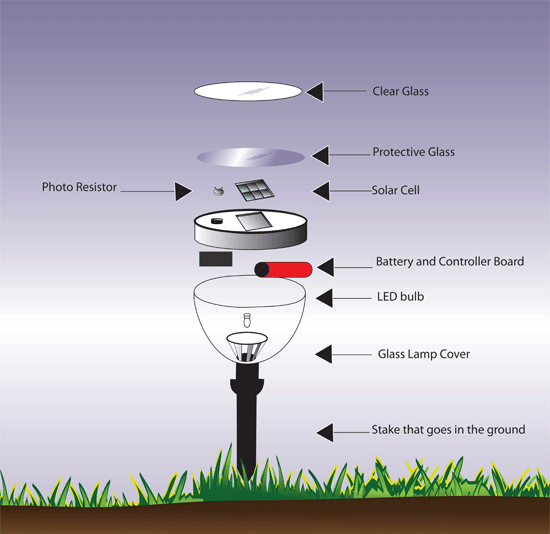
الصورة 1

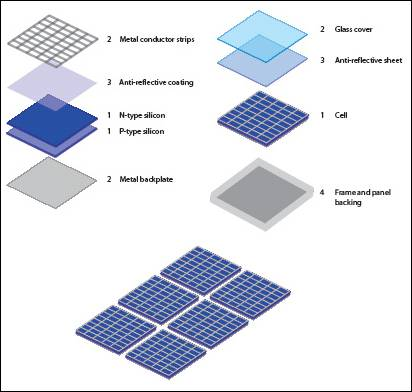
الصورة 2

البنية الكلية للمصباح الشمسي مبينة في الصورة 1

### الألواح الشمسية/الخلايا الشمسية
تصنع الألواح الشمسية من البلورات التي تصنع من الرابطة التساهمية بين الإلكترونات على الهيكل الخارجي لذرة السيلكون. السيلكون هو شبه موصل أي ليس من المعادن الموصلة التي تمرر الكهرباء بشكل كامل وليس من العوازل التي تعزل الكهرباء بشكل كامل. عادة لاتمرر المعادن شبه الموصلة الكهرباء لكن تمررها تحت طروف معينة مثلا التعرض للضوء.
تملك الخلية الشمسية طبقتين مختلفتين من سيلكون. لدى الطبقة السفلى إلكترونات أقل ولهذا السبب تملك شحنة موجبة ضعيفة بسبب طبيعة الشحنة السالبة للإلكترونات. ولدى الطبقة العليا إلكترونات أكثر وتملك شحنة سالبة جزئية.
يصنع حاجز بين الطبقتين وعندما تمر ذرات الضوء التي تسمى فوتونات الداخلة تعطي طاقة للذرات في السيلكون. ترفع الطاقة الإلكترون في الرابطة التساهمية إلى مستوى طاقة التالي من مستوى طاقة أعلى إلى المستوى الأسفل. تسمح هذه الترقية للإلكترون بالحركة الحرة داخل البلورات والتي تولد التيار. وكلما دخلت أشعة ضوء إضافية، تحركت الإلكترونات وبالتالي يعطي المزيد من تدفق التيار بين الطبقتين. تسمى هذه العملية بالكهرضوئية أو التأثير الكهرضوئي. تعني الأنظمة الكهرضوئية حرفيا الجمع بين الضوء والقوة المحركة الكهربائية ويتم استخدام الخلايا الكهرضوئية للتحويل المباشر من الضوء إلى الكهرباء.
تصنع الألواح الشمسية من طبقات ذات معادن مختلفة، كما هو موضح في الصورة 2، بالترتيب، زجاج، طبقة تغليف، خلايا بلورية، طبقة تغليف، صفيحة خلفية، صندوق الوصل وأخيرا الإطار. يمنع المغلف الرطوبة والأوساخ التي تسبب الأعطال.

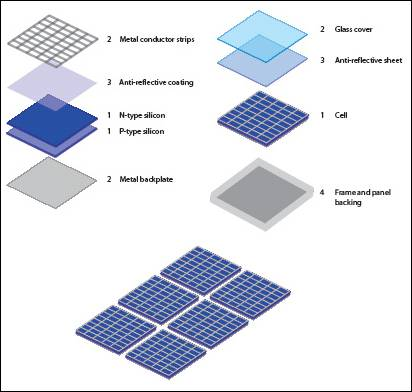
Figure 2

### البطارية
توضع البطارية عادة داخل صندوق بلاستيك أو معدن. يوجد داخل الصندوق قطب كهربائي ويتضمن القطب الكهربائي السالب والقطب الكهربائي الموجب حيث تحدث التفاعلات الكيميائية. يوجد فاصل أيضا بين القطبين ليمنع التفاعل بينهما في الوقت نفسه والسماح للشحنة الكهربائية بالمرور بينهما. ويمرر المجمع الشحنة من البطارية إلى الخارج.
تستخدم البطاريات داخل المصباح الشمسي تقنية سائل الجل الكهربائي وهي ذات أداء عالي، وتستطيع العمل تحت درجات مختلفة من الحرارة. يمكن أن تستخدم بطارية الرصاص، نيكل هيدريد-معدن، نيكل كادميوم أو ليثيوم.
يأخذ هذا الجزء من المصباح الطاقة من اللوح الشمسي في النهار ويعطيها عند الليل.
الفعالية للتحويل الكهرضوئي محدودة لأسباب فيزيائية. لايمتص من أشعة الشمس إلا حوالي 24% من الموجة الطويلة ويفقد 33% على شكل حرارة، ويكون الفقد الآخر بحوالي 15-20%. يمتص 23% فقط مما يعني أن البطارية مكون أساسي في المصباح الشمسي.

### المتحكم بالتيار
يتحكم هذا بأنظمة العمل كلها لحماية البطارية، بحيث لا يتأثر شحن البطارية بحيث تُشحن أو تعمل بشكل زائد تحت أي ظرف طارئ مثل أحوال الطقس السيئة ودرجات الحرارة العالية.
يضاف إلى هذا القسم أجزاء إضافية مثل متحكم بالضوء، موقت زمني، ومتحكم بالصوت ومُعدل الحرارة والحماية من الصواعق وحماية من عكس القطبية.

### العاكس الكهربائي
تعطي الطاقة الشمسية تيار مستمر وذلك تحتاج إلى عاكس من التيار المستمر إلى التيار المتناوب 110 فولط أو 220 فولط ليعمل المصباح.

## مبادئ العمل
تستخدم أضواء إل أي دي بسبب إضاءتها العالية وطول حياتها. بمتحكم تيار مستمر، تعمل دارة بشكل ألي على إطفاء الضوء نهاراً وتشغيله ليلاً. في بعض الأحيان يوجد موقت زمني لتشغيل الضوء في وقت معين ألياً سواء إطفاء أو تشغيل.

## الفوائد
تعتبر المصابيح الشمسي سهلة الاستخدام والصيانة كما أنها لا تتطلب أي شريط كهربائي. توفر المصابيح الشمسية تكاليف الصيانة وتقلل من فاتورة الكهرباء. يمكن أن تستخدم المصابيح الشمسية في الأماكن غير متصلة بالشبكة الكهربائية أو المناطق النائية التي تفتقر إلى مصدر كهربائي يعتمد عليه. ويقابل انعدام الضوء في الليل إحساس بالفقر المتواصل حول العالم.
تعتمد كمية الطاقة الشمسية على حالة الطقس وتقل إذا كان غائما أو ماطرا.
استفادت المنازل التي تحولت من مصابيح الكاز إلى المصابيح الشمسية صحيا لأن انبعاثات المرافقة مع احتراق الكاز تؤثر على صحة الرئتين.